# Småhovedet hval
Småhovedet hval (Ziphius cavirostris) er en dyreart i familien af næbhvaler under hvalordenen. Det er den eneste art i slægten Ziphius. Hvalen er 5,5-7 m lang og vejer 2-3 t. Den småhovedede hval er en af de mest udbredte og hyppige næbhvaler. 
Småhovedet hval var ikke set i Danmark, før et eksemplar af arten strandede ved Lakolk på Rømø 14. februar 2020.